# Misenum
Misenum byl v antice název poloostrova a města na severním okraji Neapolského zálivu, dnes součást obce Bacoli.

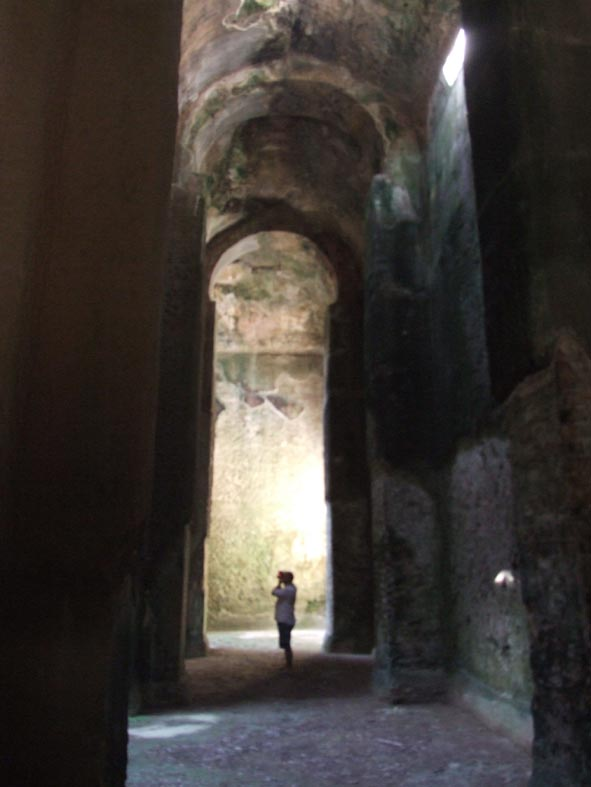
Piscina mirabilis („Zázračná nádrž“), veliká zásobárna vody pro misenskou námořní posádku

Ve východní části poloostrova je zátoka, která se nabízí jako chráněný přístav. Z počátku tento přístav patřil k městu Kýmé a byl roku 214 př. n. l. zničen Hannibalem. V roce 39 př. n. l. zde byla podepsána smlouva mezi trumviry (Octavián, pozdější Augustus, Marcus Antonius a Marcus Aemilius Lepidus) a Sextem Pompeiem. Smlouva, která trvala jen krátce, zajišťovala Pompeiovi jako mocenskou základnu Sardinii, Korsiku, Sicíli a Peloponés, Pompeius se zavázal, že nebude ohrožovat zásobování Říma obilím.
Ve 30. letech př. n. l. nechal Octavián přístav rozšířit a stal se hlavní základnou pro boje proti Antoniovi a Kleopatře. Za císařství zde byla umístěna classis praetoria Misenensis, nejsilnější z římské válečné flotily. Nejznámějším velitelem byl Plinius starší, který zahynul v roce 79 n. l. při erupci Vesuvu. Jeho synovec Plinius mladší se ve městě nacházel v době katastrofy se svou matkou a katastrofu popsal ve svých listech historikovi Tacitovi.
Největší dochovanou pamětihodností města je 70×30 m velká cisterna (piscina mirabilis), do níž ústil akvadukt Aqua Augusta, zásobující vodou zdejší flotilu.
Zbytky antických přístavních zařízení byly v roce 915 n. l. definitivně zničeny při nájezdu Saracénů.